# Зюк, Михаил Осипович
Михаил Осипович Нехамкин, потом Зюк или Михаил Осипович Зюка (20 августа 1895, Чернигов — 20 июня 1937) — советский военный деятель, революционер, один из организаторов формирований украинского интернационального червонного казачества, будущего Червонно-казачьего Корпуса Украинской Красной Армии, участник Гражданской войны, Советско-польской войны, кавалер ордена Красного знамени с 1920 года, комбриг (1935).

## Биография
Родился в 1895 году в Чернигове в семье приказчика керосинового склада. Еврей, настоящая фамилия — Нехамкин. Учился в Черниговском реальном училище.
Вступил в РСДРП(б) в 1912. В августе 1914 года, в момент проведения всеобщей мобилизации, вместе с одним из своих сотоварищей по подполью ночью разбросал листовки с призывами против империалистической войны в городском саду напротив губернаторского дома, был пойман за этим занятием военным патрулём и передан им в полицию.
На предложение следствия о сотрудничестве ответил решительным отказом, в результате был сослан в Нолинский уезд Вятской губернии, и поселен у земляка — черниговца по фамилии Зюка, жившего уже лет 10 в ссылке и зарабатывавшего на жизнь столярным ремеслом. Михаил стал подмастерьем у своего хозяина и три года вплоть до Февральской революции прожил на Севере. Позднее, в начале 1918 года попал в плен к петлюровцам, которые крайне негативно относились к евреям, и, видимо вспомнив своего учителя, назвался Михаилом Зюкой. С тех пор он стал носить эту фамилию в качестве партийного псевдонима.
После февральской революции вернулся в Чернигов. Устроился работать столяром, проработал ровно один рабочий день, к концу которого рабочие предприятия под воздействием его агитации объявили забастовку. Требования их работодателям пришлось удовлетворить, но агитатора тут же уволили. После увольнения стал профессиональным революционером. Основным его занятием была агитация среди солдат Черниговского запасного полка. Во время Октябрьской революции возглавил отряд Красной гвардии в Киеве. В январе 1918 года участвовал в восстании рабочих, подавленном националистами, был арестован. Через три недели, после взятия Киева войсками М. А. Муравьёва, был освобождён. Начиная с этого периода вместе с Примаковым, участвовал в организации Червонного казачества
.
В январе 1918 года В. М. Примаков сформировал из добровольцев 1-й полк Червонного казачества, участвовавший в боях против Центральной Рады. Зюк возглавил в этом полку батальон. После подписания в марте 1918 года Брестского мира батальон вынужденно отступил в нейтральную зону между Украиной и РСФСР. После этого Зюк был направлен в Москву, в артиллерийскую школу.
Учился на Московских командных артиллерийских курсах вместе с Лозовским и Медянским, которые впоследствии служили с ним в корпусе Червонного казачества. Во время учёбы принял участие в подавлении мятежа левых эсеров.
После окончания курсов во время Гражданской войны командовал артиллерией бригады, дивизии и корпуса Червонного казачества. В составе своей ударной части участвовал в разгроме войск ВСЮР в Орловско-Кромской операции. Червонные казаки в этой операции осуществили два глубоких рейда и вместе с Латышскими стрелками внесли решающий вклад в успех операции. Участвовал в разгроме Махно. Прикрывал отступление пехотных частей РККА после неудачной операции в Крыму. После взятия поляками Киева в 1920 году был переброшен на это направление и в составе ударного кавалерийского корпуса участвовал в разгроме польских и петлюровских войск на правобережной Украине. За эту операцию и бои под Перекопом в марте 1920 года, где его артиллеристы, в частности, батарея Лозовского, впервые подбили английские танки, получил орден Красного Знамени.
В 1922−1925 годах был слушателем основного факультета Военной академии РККА им. М. В. Фрунзе, во время обучения в которой, будучи членом агитационно-пропагандистской коллегии, принимал участие в работе парторганизации, не чураясь фракционной борьбы, разделяя взгляды троцкистской оппозиции. В этот же период женился на Валентине Казимировне Чикирской, которая родила ему сына Вилена.
В 1925 году Зюк вместе с Примаковым, Никулиным и другими червонцами был направлен в Китай для помощи в строительстве вооружённых сил китайской компартии. С октября 1925 года по 1926 год был военным советником по артиллерии в армии маршала Фэн Юйсяна. Во время Тяньцзиньской наступательной операции был начальником группы советников при конном корпусе армии Фэна. Этот корпус глубоким рейдом, тактическим приёмом Примакова, освободил город Чэндэ. По воспоминаниям переводчицы В. В. Вишняковой-Акимовой в Китае Зюк отличался бесстрашием и низкой дисциплиной. Он единственный из всех советников в Пекине вступал в рукопашные драки с белогвардейцами.
В 1926 году Зюк лично доставил в Москву выданного Фэном советским властям белого атамана Анненкова. Из Центрального Китая отряд Зюки на авто с пулемётом пересёк Внутреннюю Монголию, но на границе их не встретили, несмотря на все шифровки. Голодный и не спавший Зюка ехал с атаманом вдвоём в самовольно захваченном им купе, держа в руках револьвер, от границы до Читы, где к ним присоединилось двое чекистов. По дороге Анненков дважды пытался бежать, но был пойман и доставлен в столицу.
С 27 сентября 1926 года — командир 3 бригады 5 Ставропольской кавалерийской дивизии. С 14 мая 1927 года — командир 1 бригады 6 Чонгарской кавалерийской дивизии. С декабря 1927 года — в бессрочном отпуске (со слов родных, его выгоняли из партии и снимали с должности за троцкизм, однако восстановили после беседы с Марией Ульяновой, сестрой В. И. Ленина). В 1927 году Зюк и Примаков поддержали левую оппозицию, но в 1928 году отказались от своих взглядов, о чём официально заявили по линии ТАСС. С мая 1928 года по 1930 год служил командиром и военкомом 31 стрелкового полка имени Урицкого. В 1930 году окончил Курсы усовершенствования высшего начальствующего состава при Военной академии имени М. В. Фрунзе. В этом же году внезапно умерла его жена Валентина. Личные дела он устроил следующим образом — уговорил незамужнюю сестру переехать в Ленинград и присматривать за маленьким Вилей. Он раздобыл для неё комнатку в доме Военведа, в котором жил сам. Спустя полтора года Вилю забрали к себе родственники его матери, жившие в Одессе- бабушка, сестра матери и её муж. Чуть позже стал жить с потомственной художницей Ниной Васильевной Верхоланцевой, однако брак с ней официально так зарегистрирован и не был. С января 1931 года — командир и военный комиссар 4 Туркестанской стрелковой дивизии, управление которой находилось в Ленинграде. В 1932 году рождается сын Марат. В 1935 году получил звание комбрига. С апреля 1935 года —— командир и военный комиссар 32-й стрелковой дивизии Особой Кразнознамённой Дальневосточной армии, однако не ужился с командующим армией Маршалом Советского Союза В. К. Блюхером, который потребовал удаления Зюка из ОКДВА. 22 сентября 1935 года нарком обороны К. Е. Ворошилов отозвал Зюка в своё распоряжение. С января по август 1936 года — командир-комиссар 25-й Чапаевской стрелковой дивизии (Полтава, Харьковский военный округ).
15 августа 1936 года арестован, 29 октября уволен с военной службы. Зюка обвинили в том, что он по приказу Л. Д. Троцкого готовил покушение против членов советского правительства и занимался вредительской работой по подрыву мощи Вооружённых сил. 19 июня 1937 года Военной коллегией Верховного суда СССР приговорён к расстрелу за «участие в террористическом заговоре в РККА» и 20 июня расстрелян. У его жены Нины Верхоланцевой 25 апреля 1937 года рождается второй сын Михаил (в ЗАГСе сыну отказались дать фамилию отца), она пыталась доказать невиновность мужа, однако была вынуждена уехать в Малоярославец, а позже была выслана в город Весьегонск Калининской области.
10 октября 1957 года, по инициативе сестры Раисы, реабилитирован посмертно определением Военной коллегии Верховного суда СССР.

## Семья
Брат — Натан Осипович Нехамкин. Сёстры — Сусанна Осиповна Нахамкина (Ландау), Тэма Осиповна Нахамкина (Вайсброт) и Раиса Осиповна Нахамкина (Идлис), сын от первого брака Вилен Михайлович Зюка, внук Сергей Валентинович Зюка, сыновья от второго брака: Марат Михайлович Верхоланцев и Михаил Михайлович Верхоланцев, художник-трансавангардист, специализирующийся на экслибрисах.